# Équipe de Grande-Bretagne masculine de basket-ball en fauteuil roulant
Maillots
Actualités
L’Équipe de Grande-Bretagne de basket-ball en fauteuil roulant est la sélection masculine senior qui représente la Grande-Bretagne dans les compétitions majeures de basket-ball en fauteuil roulant. Cette sélection rassemble les meilleurs joueurs britanniques sous l’égide de la Great Britain Wheelchair Basketball Association (GBWBA), aussi dénommé la British Wheelchair Basketball.
L'équipe de Grande-Bretagne est qualifiée pour les Championnats mondiaux de basket-ball en fauteuil roulant et pour les jeux paralympiques.
Lors des Jeux paralympiques de Londres de 2012, les basketteurs britanniques concluent le tournoi préliminaire des Jeux paralympiques avec une fiche de trois victoires et deux défaites. Le 5 septembre, les britanniques affrontent la Turquie en quart-de-finale et remportent le match 75-70. Les britanniques passent en demi-finale et s'inclinent 69-52 le 6 septembre devant une équipe canadienne disciplinée.
En 2015, la sélection est triple championne d'Europe en titre.

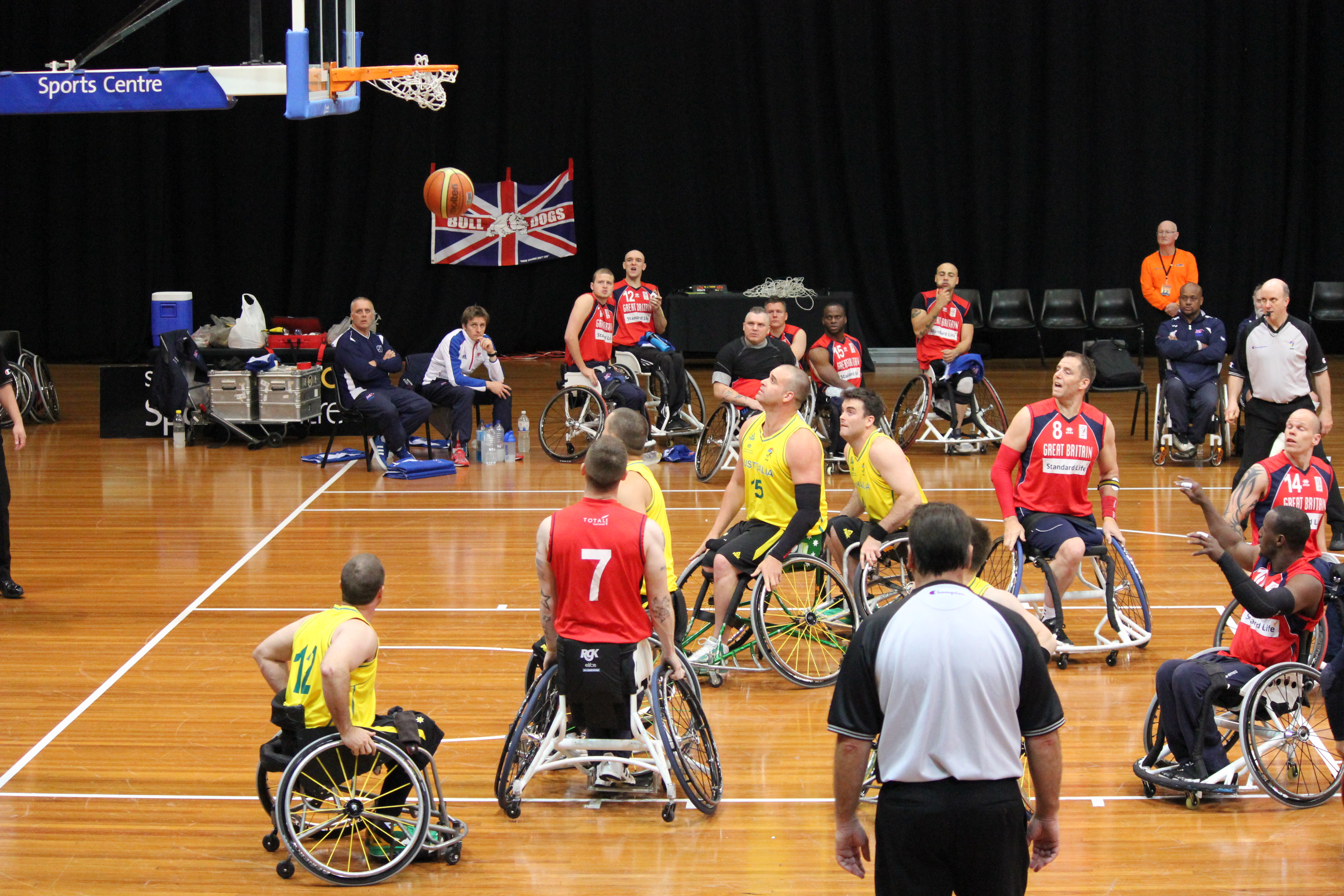
L'équipe britannique (en rouge) affronte les australiens lors d'un match amical en juillet 2012

## Historique
La Grande-Bretagne a participé à tous les tournois masculins internationaux de basket-ball en fauteuil roulant depuis les premiers Jeux paralympiques en 1960.

## Parcours[1]

### Aux Jeux paralympiques
- 1960 : Groupe A  Médaillé d'argent et Groupe B  Médaillé de bronze[Note 2].
- 1964 :  Groupe A  Médaillée d'argent et Groupe B 4e[Note 2].
- 1968 :  Médaillée de bronze
- 1972 : 4e
- 1976 : ?
- 1980 : 12e
- 1984 : ?
- 1988 : 11e
- 1992 : 6e
- 1996 :  Médaillée d'argent
- 2000 : 4e
- 2004 :  Médaillée de bronze
- 2008 :  Médaillée de bronze
- 2012 : 4e
- 2016 :  Médaillée de bronze
- 2020 :  Médaillée de bronze
- 2024 :  Médaillée d'argent à  Paris

### Aux Championnats du Monde IWBF
- 1973 :  Médaillée d'or
- 1975 :  Médaillée de bronze
- 1979 : ?
- 1983 : ?
- 1986 : ?
- 1990 : ?
- 1994 :  Médaillée d'argent
- 1998 : 5e
- 2002 :  Médaillée d'argent
- 2006 : 5e
- 2010 : 5e
- 2014 : 7e place à  Incheon[2]
- 2018 :  Médaillée d'or à  Hambourg
- 2022 :  Médaillée d'argent à  Dubaï

### Aux Championnats d'Europe IWBF
- 1970 :  Médaillée de bronze
- 1971 :  Médaillée d'or
- 1974 :  Médaillée d'or
- 1991 :  Médaillée de bronze
- 1993 :  Médaillée d'argent
- 1995 :  Médaillée d'or
- 1997 :  Médaillée d'argent
- 2003 :  Médaillée de bronze
- 2005 :  Médaillée d'argent
- 2007 :  Médaillée d'argent
- 2011 :  Médaillée d'or
- 2013 :  Médaillée d'or
- 2015 :  Médaillée d'or
- 2017 :  Médaillée d'argent
- 2019 :  Médaillée d'or
- 2021 :  Médaillée d'argent[3]
- 2023 :  Médaillée d'or à  Rotterdam

## Effectif actuel
Effectif lors des Jeux paralympiques d'été de 2012
| Numéro | Nom           | Date de Naissance | Handicap | Club               |
| ------ | ------------- | ----------------- | -------- | ------------------ |
| 4      | Gaz Choudhry  | 23 juin 1985      | 4.0      | Capital City Aces  |
| 5      | Dan Highcock  | 5 décembre 1981   | 2.0      | Wolves Rhinos      |
| 6      | Matt Sealy    | 21 juin 1982      | 2.0      | Capital City Aces  |
| 7      | Terry Bywater | 28 février 1983   | 4.5      | Sheffield Steelers |
| 8      | Simon Munn    | 31 janvier 1968   | 4.0      | Capital City Aces  |
| 9      | Joni Pollock  | 11 mai 1977       | 2.5      | Wolves Rhinos      |
| 10     | Abdi Jama     | 1er novembre 1982 | 1.0      | Wolves Rhinos      |
| 11     | Matt Byrne    | 8 octobre 1974    | 1.5      | Wolves Rhinos      |
| 12     | Ian Sagar     | 29 mars 1982      | 3.0      | Thamside Owls      |
| 13     | Peter Finbow  | 17 mai 1975       | 2.0      | Thamside Owls      |
| 14     | Jon Hall      | 13 mars 1982      | 3.0      | Thamside Owls      |
| 15     | Ade Orogbemi  | 11 mai 1978       | 2.5      | Capital City Aces  |

- Entraîneur en chef :  Murray Treseder
- Assistant-entraîneurs : Thomas Sinclair et Haj Bhania
- Team Manager : Pam Gilpin
- Mécanicien des chaises : Paul Pollock
- Physiothérapeute : Ian Blackburn